# Rząd Izraela
Rząd Izraela, Rada Ministrów (hebr.  ממשלת ישראל) − główny element władzy wykonawczej w Izraelu. Przewodniczący rady ministrów jest zazwyczaj nazywany premierem (pierwszym ministrem).
Premier wybiera członków rządu, po czym musi uzyskać aprobatę Knesetu (parlamentu). Większość ministrów jest dyrektorami agend rządowych (ministerstw). Premier może ich zdymisjonować.
Tradycyjnie rząd spotyka się w Jerozolimie w niedziele.

## Aktualny rząd
Od 29 grudnia 2022 funkcjonuje rząd Benjamina Netanjahu.

## Ministerstwa

### Obecne
- Alii i Integracji
- Bezpieczeństwa Wewnętrznego
- Budownictwa
- Diaspory
- Edukacji
- ds. Równości Społecznej (dawniej: ds. Emerytów)
- Finansów
- Gospodarki
- Informacji
- Infrastruktury
- Jerozolimy i Dziedzictwa Narodowego
- Komunikacji
- Kultury i Sportu
- Nauki i Technologii
- Obrony
- Ochrony Środowiska
- Planowania Strategicznego
- Pracy i Opieki Społecznej
- Rolnictwa
- Rozwoju Negewu i Galilei
- Rozwoju Regionalnego
- Spraw Religijnych
- Spraw Wewnętrznych
- Spraw Zagranicznych
- Sprawiedliwości
- Transportu i Bezpieczeństwa Drogowego
- Turystyki
- Wywiadu
- Zdrowia
- Kancelaria Premiera

### Dawne
- ds. Jerozolimy i Diaspory
- ds. Mniejszości
- Obrony Cywilnej
- Pracy
- Rozwoju
- Strategii Gospodarczej
- Zaopatrzenia